# Entropia configurazionale
L'entropia configurazionale (o  entropia conformazionale) è l'entropia associata alla configurazione geometrica dei componenti individuali di un sistema fisico distribuito.
L'entropia configurazionale può essere calcolata a partire dalla seguente forma modificata dell'equazione di Boltzmann:
{\displaystyle S=k_{B}\,{\rm {ln}}W}
in cui {\displaystyle k_{B}} è la costante di Boltzmann e {\displaystyle W} è la probabilità della data configurazione. La probabilità {\displaystyle W} è data dal rapporto tra il numero di possibili disposizioni spaziali dei componenti del sistema che danno origine ad una particolare configurazione e il numero totale di possibili disposizioni spaziali che danno origine a tutte le possibili configurazioni spaziali del sistema. Da notare che il numero di configurazioni possibili e il numero di disposizioni spaziali possibili è differente, in quanto ogni configurazione (disposizione geometrica globale del sistema) può permettere permutazioni dei componenti del sistema senza modificare la disposizione globale. Un esempio è dato dalla permutazione di monomeri individuali in una macromolecola.
Può essere dimostrato che la variazione di entropia configurazionale di sistemi termodinamici (come gas ideali o altri sistemi che abbiano un elevato numero di gradi di libertà interni) nel corso di trasformazioni termodinamiche è pari alla variazione dell'entropia macroscopica (definita come {\displaystyle dS=\delta Q/T}, essendo {\displaystyle \delta Q} il calore scambiato dal sistema con l'ambiente e {\displaystyle T} la temperatura del sistema).